# Kowalowo
Kowalowo – wieś w Polsce, położona w województwie dolnośląskim, w powiecie górowskim, w gminie Wąsosz.
W latach 1975–1998 miejscowość administracyjnie należała do województwa leszczyńskiego.

## Zabytki
Do wojewódzkiego rejestru zabytków wpisany jest obiekt:
- spichrz folwarczny, z roku 1895